# فيليب راموس (مخرج)
فيليب راموس (بالفرنسية: Philippe Ramos)‏ هو كاتب سيناريو ومخرج فرنسي، ولد في 1964 في دروم في فرنسا.

## وصلات خارجية
- فيليب راموس على موقع IMDb (الإنجليزية)
- فيليب راموس على موقع ألو سيني (الفرنسية)
- فيليب راموس على موقع أول موفي (الإنجليزية)
- فيليب راموس على موقع قاعدة بيانات الأفلام السويدية (السويدية)
- فيليب راموس على موقع قاعدة بيانات الفيلم (الإنجليزية)
- فيليب راموس على موقع كينوبويسك (الروسية)